# Jonas Alströmer
Jonas Alströmer, eredeti nevén Jonas Alström (Alingsås, Västergötland, 1685. január 7. – 1761. június 2.) svéd mezőgazdász.

## Élete

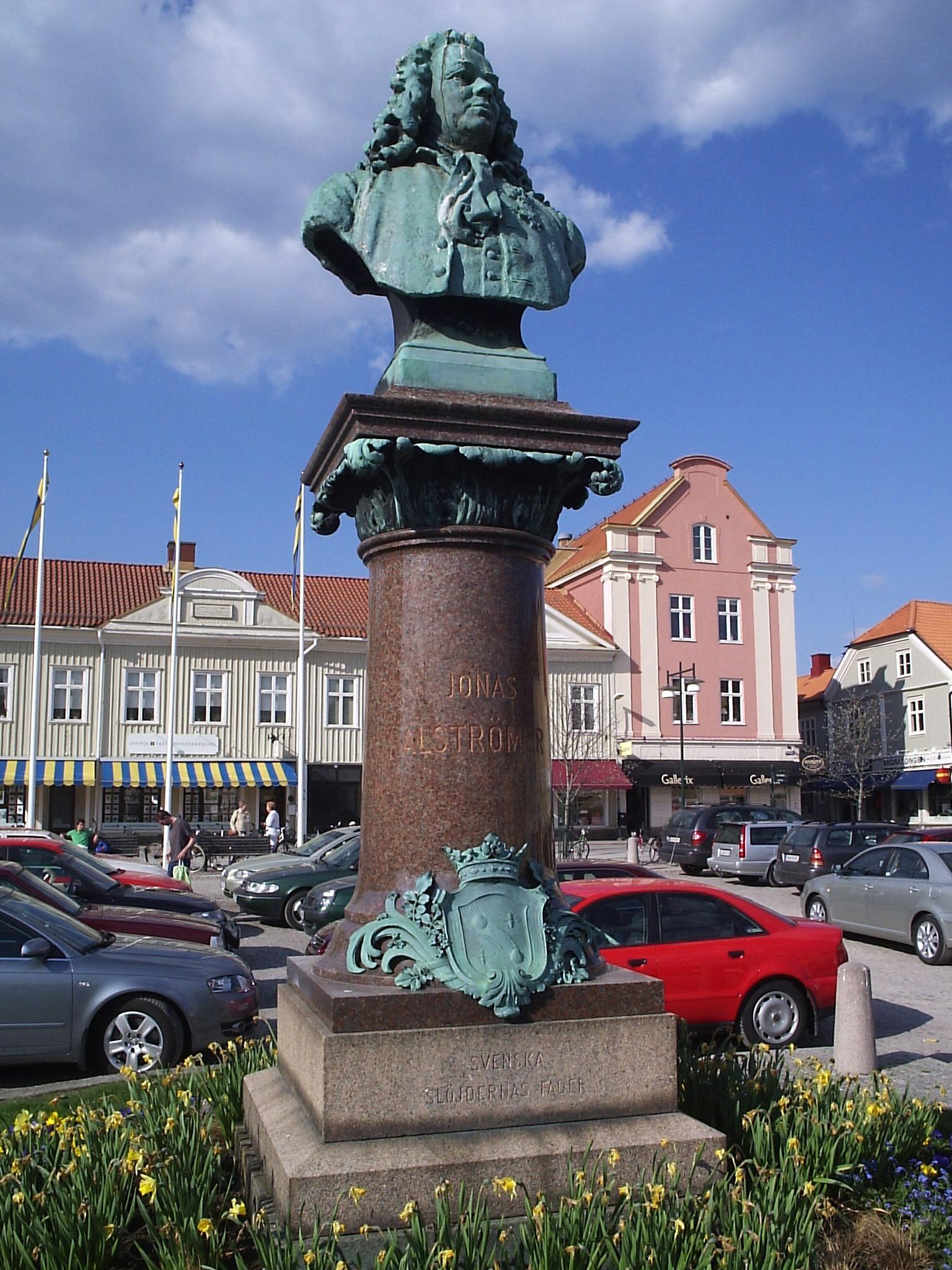
Mellszobra szülővárosában

Alströmer Alingsås városában született Västergötland tartományban, Svédországban.
1707-ben Alberg stockholmi kereskedő hivatalnoka lett Londonban. Alberg üzlete három év múlva csődbe ment, Alströmer önálló hajóbróker lett. Később iparral szeretett volna foglalkozni, így szülőfalujában 1724-ben gyapjúgyárat alapított, ami a kezdeti nehézségeket követően jól ment. Ezután cukorfinomítót hozott létre Göteborgban, ezzel tökéletesítve bizonyos dolgokat a burgonyatermelés, a bőrszárítás, az evőeszközök és a hajógyártás terén. A legnagyobb sikereket a juhok bevezetésével érte el.
Később iparral volna foglalkozni, így szülőfalujában 1724-ben gyapjúgyárat alapított, ami a kezdeti nehézségeket követően jól ment.
A Svéd Királyi Tudományos Akadémia hat alapítója között volt 1739-ben.
1748-ban a Sarki Csillag-rend lovagi fokozatával tüntették ki. Ezután eredeti Alström családnevét a nemesség jeléül Alströmerre változtatta.
A Stockholm Exchange státuszával is kitüntették.
Két házasságából négy fia született: Patrik, August, Clas és Johan. Clas híres természettudós lett.
1961-ben, halálának 200. évfordulóján postabélyeget adtak ki emlékére.

## Fordítás
- Ez a szócikk részben vagy egészben  a   Jonas Alströmer című angol Wikipédia-szócikk fordításán alapul.  Az eredeti cikk szerkesztőit annak laptörténete sorolja fel. Ez a jelzés csupán a megfogalmazás eredetét és a szerzői jogokat jelzi, nem szolgál a cikkben szereplő információk forrásmegjelöléseként.